# Leptopelis grandiceps
Espèce
Synonymes
- Leptopelis usambarae Ahl, 1929

Leptopelis grandiceps est une espèce d'amphibiens de la famille des Arthroleptidae.

## Répartition
Cette espèce est endémique de Tanzanie. Elle se rencontre entre 170 et 2 020 m d'altitude dans les monts Usambara et de manière incertaine dans les Udzungwa, Nguru, Uluguru, Ukaguru, Rubeho, Nguu, Rungwe et Livingstone.

## Description
Les mâles mesurent de 34 à 39 mm et les femelles de 38 à 43 mm.

## Publication originale
- Ahl, 1929 : Zur Kenntnis der afrikanischen Baumfrosch-Gattung Leptopelis. Sitzungsberichte der Gesellschaft Naturforschender Freunde zu Berlin, vol. 1929, p. 185-222.